# جان بالاگر
جان بالاگر (انگلیسی: John Ballagher؛ زادهٔ ۲۱ مارس ۱۹۳۶) بازیکن فوتبال اهل بریتانیا است.
از باشگاه‌هایی که در آن بازی کرده‌است می‌توان به باشگاه فوتبال شفیلد ونزدی و باشگاه فوتبال دونکستر راورز اشاره کرد.